# King City (California)
King City, fundada en 1886, es una ciudad ubicada en el condado de Monterrey en el estado estadounidense de California. En el año 2004 tenía una población de 11,225 habitantes y una densidad poblacional de 1,170.3 personas por km². Ha Sido El Lugar Descendido por Inmigrantes Mexicanos Provenientes de Romita , Silao  y Otros Estados de México Como Durango , Oaxaca y Chiapas
en esta entidad También Residen extranjeros Provenientes de el Salvador , Honduras , Guatemala , Nicaragua y Belice

## Geografía
King City se encuentra ubicada en las coordenadas 36°12′N 121°7′O / 36.200, -121.117. Según la Oficina del Censo, la ciudad tiene un área total de 9,6 km² (3,7 mi²), de la cual 9,5 km² (3,7 mi²) es tierra y 0,1 km² (0 mi²) (0.10%) es agua.

## Demografía
Según la Oficina del Censo en 2000 los ingresos medios por hogar en la localidad eran de $34,398, y los ingresos medios por familia eran $33,750. Los hombres tenían unos ingresos medios de $27,377 frente a los $25,286 para las mujeres. La renta per cápita para la localidad era de $11,685. Alrededor del 20.8% de la población estaban por debajo del umbral de pobreza.